# Distrikt Hasbaya
Der Distrikt Hasbaya (arabisch قضاء حاصبيا, DMG Qaḍāʾ Ḥāṣibayyā) ist ein Verwaltungsbezirk im Gouvernement Nabatäa der Republik Libanon. Er liegt im Südosten des Landes, an der Grenze zu Syrien. Die Bezirkshauptstadt ist das gleichnamige Hasbaya. Die Landschaft wird durch den Berg Hermon und den Fluss Hasbani geprägt. Mit einer Bevölkerung aus Drusen, Schiitischen Muslimen und Christen ist Hasbaya religiös vielfältig.